# ضائع في الترجمة
ضائع في الترجمة (بالإنجليزية: Lost in Translation) هو فيلم كوميديا ودراما أمريكي صدر في 2003، من تأليف وإخراج صوفيا كوبولا ومن بطولة بيل موراي وسكارليت جوهانسون. تدور أحداث الفيلم حول ممثل عجوز يدعى بوب هاريس (موراي) وفتاة متزوجة تدع شارلوت (جوهانسون)، حيث يطور الاثنان علاقة بعد ان يتلقيان في فندق في طوكيو. الفيلم يسلط الضوء على مواضيع الوحدة والارق والارق والملل الوجودي والصدمة الثقافية.
حظي ضائع في الترجمة باشادة كبيرة من النقاد وترشح لخمسة جوائز أوسكار منها أفضل فيلم وأفضل ممثل لبيل موراي وأفضل مخرجة لصوفيا كوبولا؛ ربحت صوفيا أفضل سيناريو أصلي. سكارليت جوهانسون حصدت جائزة بافاتا لأفضل ممثلة في دور رئيسي. الفيلم حقق أيضاً نجاح تجاري كبير ووصلت عائداته إلى 120 مليون $ مقابل ميزانية لم تتعد 4 مليون $.

## القصة
تدور أحداث الفيلم حول الممثل بوب هاريس (بيل موراي) يسافر إلى اليابان لتصوير إعلان تجاري عن شراب شهير وشابة تدعى شارلوت (سكارليت جوهانسون) تخرجت حديثاً من جامعة ييل وذهبت إلى اليابان برفقة زوجها المشغول عنها دائماً إذ إنه يعمل مصوراً للمشاهير، يتناول الفيلم في بداياته مشاعر الزوجة الشابة شارلوت وهي تجد نفسها وحيدة في الفندق الفخم فالزوج مشغول دائماً في ملاحقة المشاهير لتصويرهم. وهي تعتقد بأن زوجها يركز جل اهتمامه على عارضات الأزياء اللواتي يلاحقهن بالكاميرا إلى كل مكان يذهبن إليه، وعلى الأخص ممثلة أميركية شابة تدعى كيلي التي تقوم بدورها آنا فاريس.
أما الممثل المخضرم بوب هاريس فقد أصابه الملل بعد خمسة وعشرين عاماً من الزواج وبات يبحث عن حب جديد، وفي الوقت نفسه يعاني مما يسمى مشكلة منتصف العمر لدى الرجال.
وفي إحدى الأمسيات يجلس بوب في بار الفندق بعد يوم من العمل الشاق، وفي الجانب الآخر من البار تكون شارلوت جالسة مع بعض الأصدقاء والصديقات.. تلاحظ وجود الممثل المخضرم فتطلب من الساقي أن يقدم له بعض المكسرات على حسابها. وبعد ذلك يلتقي الاثنان للحظات قليلة.. تتكرر لقاءات الصدفة بينهما يومياً في بار الفندق وكانا يتبادلان خلالها التحية لا أكثر.
في أحد الأيام دعت شارلوت الممثل المخضرم لكي ينضم إلى الجلسة مع أصدقائها وصديقاتها.. قبل الدعوة لكنه وصل متأخراً بعض الشيء وهو يرتدي حلة لا تليق برجل في عمره فهي «شبابية» أكثر من اللازم كما همس بعض الحضور وهم يخفون ابتساماتهم الساخرة.
على الرغم من ذلك تتولد صداقة بين الاثنين خاصة أثناء قيامهما بجولات مشتركة في أنحاء طوكيو وكيوتو وهما يتحدثان عن الاختلافات الكبيرة بين العادات والتقاليد الأميركية واليابانية من جهة والفروقات في العادات والتقاليد بين جيليهما من جهة ثانية.
في الليلة قبل الأخيرة للمهمة التي جاء بوب من أجلها إلى طوكيو يلتقي مغنية من المعجبات بفنه وفي صباح اليوم التالي يكتشف أن السيدة قد أمضت الليل في سريره.. ومن الواضح أنه احتسى معها كمية من المشروب أفقدته القدرة على تذكر ما حدث في تلك الليلة.
أثناء وجود المغنية في سريره تصل شارلوت فجأة لكي تبلغه أنها ستكون سعيدة لو تناولا الفطور معاً في مطعم الفندق لكن مفاجأة السرير والتي لم تكن تتوقعها أفقدتها أعصابها فتشاجرا وغادرت غاضبة على عجل.
في مساء اليوم التالي دوت صفارات الإنذار في الفندق معلنة عن وجود حريق في أحد أقسامه، فكانت مناسبة للقاء بين الصديقين وحديث غسل القلوب وأزال سوء الفهم كما وصفه بوب الذي اصطحب شارلوت إلى بار الفندق وكأن شيئاً لم يكن.
في يوم الرحيل والعودة إلى الولايات المتحدة يلتقي الاثنان للوداع الأخير في بهو الفندق يتبادلان خلاله كلمات قليلة، ويظل بوب يلاحق شارلوت بنظراته وهي تبتعد حزينة لتستقل المصعد.
ينهي معاملة المغادرة مع موظف الفندق.. يطلب سيارة أجرة لكي تقله إلى المطار، وأثناء توجهه في السيارة لمح شارلوت وسط المارة في شارع مزدحم.. طلب من السائق التوقف.. غادر السيارة إلى شارلوت.. عانقها وهمس ببضع كلمات في أذنها.. لم يسمع أحد تلك الكلمات لكنهما تبادلا قبلة بعدها.. ابتسمت شارلوت وغادر بوب.

## روابط إضافية
- ضائع في الترجمة على موقع IMDb (الإنجليزية)
- ضائع في الترجمة على موقع ميتاكريتيك (الإنجليزية)
- ضائع في الترجمة على موقع الموسوعة البريطانية (الإنجليزية)
- ضائع في الترجمة على موقع روتن توميتوز (الإنجليزية)
- ضائع في الترجمة على موقع قاعدة بيانات الأفلام العربية
- ضائع في الترجمة على موقع ألو سيني (الفرنسية)
- ضائع في الترجمة على موقع Turner Classic Movies (الإنجليزية)
- ضائع في الترجمة على موقع أول موفي (الإنجليزية)
- ضائع في الترجمة على موقع بوكس أوفيس موجو (الإنجليزية)
- ضائع في الترجمة على موقع فيلمافينيتي (الإسبانية)